# Ruth Stadler
Ruth Stadler (* 20. Jahrhundert) ist eine deutsche Drehbuchautorin, die überwiegend für die Regisseurin Doris Dörrie tätig ist.

## Leben
Ruth Stadler wurde Mitte der 1980er Jahre in der Filmwelt aktiv und war als Script/Continuity und Regieassistentin tätig. Sie wurde schnell für zahlreiche Projekte von Doris Dörrie angefragt und wurde dann auch mit verschiedenen Aufgaben betraut. Ende der 1990er Jahre wurde sie auch als Drehbuchautorin für Dörrie tätig.
Für Bin ich schön? wurde sie 1999 mit dem Bayerischen Filmpreis für das „beste Drehbuch“ ausgezeichnet. 2011 wurde sie mit dem Grimme-Preis für die Miniserie Klimawechsel geehrt. Für den Zweiteiler Der Club der singenden Metzger wurde sie auf der Romyverleihung 2020 für den Drehbuchpreis TV-Fiction nominiert. Alle Nominierungen waren jeweils zusammen mit Doris Dörrie.

## Filmografie (Auswahl)
- 1998: Bin ich schön?
- 1999: Erleuchtung garantiert
- 2010: Klimawechsel (Miniserie)
- 2019: Der Club der singenden Metzger (Zweiteiler)